# 광인사
광인사(廣印社)는 한국의 근대적 출판사이다. 1884년 3월에 민간 유지들이 각각 자본을 출자하여 근대식 인쇄시설을 갖춘 민간인쇄소로서 설립하였으며, 광인국이라고도 한다. 광인사에서는 안종수의 《농정신편》(4권)와 강위의 《고환당집》(3권) 등을 출간하였다. 광인사는 1880년대말까지 운영된 것으로 알려져 있다. 광인사는 한국 최초의 민간 출판회사로 여겨지기도 했다.

## 같이 보기
- 박문국
- 가톨릭출판사